# Desmodora nini
Desmodora nini (syn. Xenodesmodora nini) is een rondwormensoort. De wetenschappelijke naam van de soort is voor het eerst geldig gepubliceerd in 1963 door Inglis.